# Солондз, Тодд
Тодд Со́лондз (англ. Todd Solondz; род. 15 октября 1959, Ньюарк, Нью-Джерси) — американский кинорежиссёр
 и сценарист.

## Биография
Тодд Солондз родился 15 октября 1959 года в пригороде Ньюарка, штат Нью-Джерси, в еврейской семье. Его дед по отцовской линии родом из Одесского района Молдаванка. В детстве Тодд хотел стать музыкантом, но потом отказался от этой идеи. Его родители хотели чтобы их сын стал раввином, но Тодд решил стать кинорежиссёром, хотя никогда серьёзно не интересовался кинематографом.
В 1981 году Солондз окончил курс обучения в Йельском университете. Затем поступил в киношколу Нью-Йоркского университета, которую не окончил, сняв при этом несколько короткометражных фильмов. Один из них, «Последняя попытка Шатта» — история о сложных взаимоотношениях старшеклассника и тренера по баскетболу, получил некоторую известность.
Некоторое время Солондз работал курьером в Гильдии сценаристов и учителем английского языка для русских эмигрантов. Джой, героиня его третьего фильма «Счастье», также преподавала английский язык эмигрантам.

## Творчество
Дебютная полнометражная лента Солондза «Страх, тревога и депрессия» (1989) была снята на деньги его родственников, заложивших по этому поводу собственный дом. Комедию в стилистике Вуди Аллена о городском неудачнике (его роль исполнил сам Солондз), ищущем свою любовь, не удалось продать ни на одну из голливудских студий. Солондз разочаровался в собственном фильме и решил покинуть кинематограф.
Однако через шесть лет Солондз всё же приступил к съёмкам фильма о жизни подростков из американской провинции «Добро пожаловать в кукольный дом». В отличие от предыдущего фильма, новая картина сразу стала фестивальным хитом: приз жюри на кинофестивале «Сандэнс», награда на Берлинском кинофестивале и премия Independent Spirit Awards актрисе Хезер Матараццо.
Следующая лента режиссёра, «Счастье», была снята на студии Killer Film Production. Сюжет картины отсылает к пьесе Чехова «Три сестры» и, опять же, к фильмам Вуди Аллена, вторая жена которого, Луиза Лэссер, сыграла в «Счастье» одну из ролей. Исследуя сексуальные фобии и девиации, Солондз разрушает в фильме мифологическую крепость американской семьи. Картина получила множество наград, в том числе приз ФИПРЕССИ на кинофестивале в Каннах и имела феноменальный прокатный успех.
Через три года выходит новый фильм Солондза — «Сказочник». Картина состоит из двух новелл: Fiction рассказывает о сексуальных отношениях между студенткой литературного семинара, её одноклассником, страдающим церебральным параличем, и чернокожим преподавателем; Non-fiction повествует о съёмках документального фильма о жизни подростков. Во второй новелле, как и в фильме «Счастье», вновь поднимается тема деградации семьи.
Картина «Перевёртыши» (2004) стилистически продолжает раннюю ленту режиссёра «Добро пожаловать в кукольный дом». Главная героиня фильма — толстая еврейская девочка Авива — боится повторить судьбу покончившей с собой Дон Уинер — героини «Кукольного дома». Роль Авивы сыграли восемь исполнителей разного возраста, национальности и даже пола. Маргинальная лента, балансирующая на грани пошлости и гротеска, получает неоднозначную оценку критики.

## Фильмография
- 1989 — Страх, тревога и депрессия / Fear, Anxiety & Depression
- 1995 — Добро пожаловать в кукольный дом / Welcome to the Dollhouse
- 1998 — Счастье / Happiness
- 2001 — Сказочник / Storytelling
- 2004 — Перевёртыши / Palindromes
- 2009 — Жизнь во время войны / Life During Wartime (Золотая озелла за лучший сценарий на Венецианском МКФ, номинация на Золотого льва)
- 2011 — Тёмная лошадка / Dark Horse
- 2016 — Такса / Wiener-Dog

### Короткометражные фильмы
- 1984 — Чувства / Feelings
- 1984 — Няня / Babysitter
- 1985 — Последняя попытка Шатта / Schatt’s Last Shot
- 1986 — Как я стал ведущей арт-фигурой в культурном ландшафте нью-йоркского Ист-Виллиджа / How I Became a Leading Artistic Figure in New York City’s East Village Cultural Landscape